# Cable Car Gibraltar
Cable Car Gibraltar er en svævebane i Gibraltar. Svævebanen forbinder enden af byens forretningsstrøg med toppen af Gibraltarklippen. På toppen bor de haleløse Gibraltaraber.

## Historie
Byggeriet af Cable Car Gibraltar tog sin begyndelse i 1964. Banen blev officielt indviet den 30. marts 1966 af Gibraltars Guvernør.
Banen blev totalrenoveret i marts 1986.

## Stationerne
Dalstationen ligger mellem byens kirkegård og Botanisk Have. Der er toiletfaciliteter og billetsalg i stationsbygningen. Bybus nr. 10 kører næsten til døren.
Topstationen er oprindeligt en signalstation og udkigspost for det britiske forsvar. Med signalering, enten med flag eller salutkanoner, kunne Gibraltars indbyggere adviseres hvis fremmede skibe nærmede sig.

Stedet har en enestående udsigt med kig ud over Gibraltarstrædet hele vejen til Afrika, på en klar dag kan man se op til 60 km.

Topstationen har i dag restaurant, café, toiletbygning og kiosk.
Der er tre ståltårne (pyloner), der bærer kablerne undervejs mellem de to endestationer.

## Billedgalleri
- Svævebanens vej op over klippen med de tre pyloner
- Svævebanegondol og en af pylonerne
- Tæt på toppen
- Udsigten fra svævebanens topstation
- Film

## Specifikationer
- Turens varighed: 7 minutter
- Horisontal afstand mellem dalstation og topstation: 570 meter
- Vertikal afstand mellem dalstation og topstation: 356 meter
- Antal gondoler: 2 stk.
- Passagerantal: 30 personer pr. gondol

## Køreplan
- Mandag – Lørdag: 9.30 – 17.15
- Søndag: 9.30 – 17.15 (april til oktober, resten af året lukket)

## Billetpriser i 2011
- Voksen, enkelt: 11,00 €
- Voksen, retur: 13,50 €
- Barn, enkelt: 7,00 €
- Barn, retur: 7,50 €

Børn under 3 år gratis.

## Links
- Svævebanen på Lift-World
- Cable Car Gibraltar på internettet Arkiveret 1. marts 2012 hos  Wayback Machine

36°7′58.13″N 5°21′7.39″V / 36.1328139°N 5.3520528°V